# Грофовија Едеса
Грофовија Едеса је била средњовијековна крсташка држава из 12. вијека која се налазила око града Едесе. У касном византијском периоду, град Едеса је постао једно од главних сједишта Сиријске оријентално-православне цркве.

## Оснивање
Становништво Едесе било је углавном хришћанског порекла. Оно је имало чак и свога краља Тороса, али је у граду постојао турски гарнизон који је разбијао илузију о стварном господару града. Уз помоћ Балдуинове војске Торос се ослободио гарнизона. Фебруара 1098. године Балдуин свечано улази у Едесу. Грађани су га дочекали као ослободиоца. Јерменски краљ Торос био је веома љубазан према њему, што је Балдуину био довољан знак да га краљ не воли. Сам краљ био је Јермен, али је морао због власти да прими грчко православље што му је навукло непријатељство месних Јермена који су били Јаковити. Нису га више сматрали земљаком већ Грком.
Балдуин је одмах по освајању града морао брзо да делује. Није ни помишљао да град врати Византинцима, већ је Тороса „замолио“ да га усвоји. Ситуација је била олакшана тиме што је Торос већ био у познијим годинама, а није имао сина. Сама церемонија усвојења била је веома чудна и комична. У велику кошуљу најпре се увукао краљ Торос, а онда за њим и Балдуин, обојица потпуно голи. Велики смех је изазвао моменат када се у исту кошуљу увукла и краљица. Сада је Балдуин био усвојени син краља Тороса.
Већ 10. марта 1098. године краљ Торос је убијен на веома чудан начин. Становници Едесе су се одједном побунили и упали у двор, краљ је покушао побећи кроз прозор. Како у томе није успео, светина га је дочепала и раскидала га у комаде. Тако је Балдуин „наследио“ Едесу и од ње убрзо формирао грофовију која ће постати прва крсташка држава.

## Балдуин I од Едесе
Балдуин се није прикључио крсташкој армији након формирања грофовије. Функцију грофа Едесе вршио је од 1098. године до одласка у Јерусалим 1100. године.
Атабег Мосула, Кербуга, неуспешно покушава да Балдуину преотме грофовију. У тим нападима изгубио је три недеље. Када је увидео да неће успети освојити Едесу, окренуо је војску ка Антиохији. Управо те три недеље које је изгубио пред Едесом су га спречиле да стигне на време да помогне опсађенима у Антиохији. Када је стигао пред зидине града, у њему су се већ налазили крсташи који су, захваљујући издајству једнога од стражара, успели да провале у град.
Након Готфридове смрти поставило се питање ко ће га наследити. Кандидати за круну били су Боемунд и Балдуин. Међутим, Боемунд је заробљен у бици код Мелитене од стране данишмендског владара Малик Газија. Антиохију је преузео Танкред као регент.
Заробљавањем Боемунда Малик Гази је Балдуину уклонио главног конкурента за освајање круне. Дана 2. октобра Балдуин креће у Јерусалим са око 200 витезова и 700 пешака. Едесу је оставио своме рођаку Балдуину ле Буржу.

## Сукоб око престола
Боемунд је пуштен из заробљеништва 1103. године и одмах је од Танкреда преузео Антиохију. Танкред улази у сукоб са Балдуином ле Буржом током битке код Харана око тога ко ће од њих двојице преузети град. То је искористио Сокман из Мардине да 7. маја 1104. године нападну крсташе уједињеном војском. У бици код Харана заробљен је Балдуин ле Бурж и Жосцелин I од Куртенеа. То је омогућило Танкреду да преузме грофовију Едесу.
Након ослобођења, Балдуин се враћа у Антиохију и тражи од свога старог супарника Танкреда да му врати грофовију Едесу. Танкред пристаје под условом да му Балдуин положи вазалну заклетву што овај одбија и тражи помоћ од јерменских принчева и Шавлија. Сукоб је трајао кратко и 18. септембра 1108. године Балдуин је успео да поврати Едесу. У сукобу са Танкредом, Балдуин се обратио Шавлију, а Танкред Ридвану од Алепа са којим је имао савезништво још од битке код Арте. Одлучујућа битка се одиграла октобра 1108. године код Тел Башира. Танкредо је победио у бици, али је Шавли спасао Балдуина од заробљавања.
Сукоб између Танкреда и Балдуина решен је на састанку крсташких вођа пред Триполијем под опсадом. Састанак је сазван због сукоба Виљема Жордана и Бертранда од Тулуза, сина Ремона Тулуског око новоформиране грофовије Триполи. Балдуин је добио гаранције да га Танкред неће нападати, а за узврат је Балдуин Танкреду гарантовао држање града Тиберијаса. Танкред је постао вазал Балдуину I са којим је био у сукобу још од почетка Првог крсташког рата.
Након смрти краља Балдуина I 1118. године, постављало се питање ко ће га наследити на јерусалимском престолу. Депутација је послата Балдуиновом брату Еустахију. Балдуин је, уз подршку Арнулфа од Малекорна и Жосцелина, постављен за регента до коначне одлуке Еустахија. Балдуин није хтео да преда престо Еустахију и, уз подршку својих крсташких и муслиманских савезника, изабран је за јерусалимског краља. Еустахије је мирно прихватио ново стање и вратио се у земљу.
Крунисање Балдуина II Јерусалимског обављено је 14. априла 1118. године. Није се показао незахвалним према Жосцелину који му је помогао да преузме престо. Доделио му је грофовију Едесу на управу.

## Жосцелин I од Едесе
Првих година своје владавине, Жосцелин ратује против Алепа. Дана 13. септембра 1122. године Жосцелина је заробио емир Белек, наследник Ил Газија. У покушају да га ослободи заробљен је и сам краљ Балдуин. Обојица су провели у заробљеништву две године. Јерменски хришћани покушали су да их ослободе из тврђаве Керпут у којој су били затворени. Жосцелин успева да се ослободи и побегне у Јерусалим. Као талац је у Белековим рукама остао Жосцелин II од Едесе, син старијег Жосцелина. Жосцелин I је умро 1131. године.

## Жосцелин II од Едесе
Жосцелин II је био владар Едесе приликом пада 1143. године. У време Зенгијевог напада није се налазио у самом граду већ је био у неком ратном походу. Зенги без тешкоћа осваја град Едесу, а до краја године се велики део територије грофовије налазио у муслиманским рукама. Заробљен је од стране Зенгијевог сина 1150. године и последње године провео је у заробљеништву. Пад грофовије Едесе изазвао је велико интересовање у Европи и најважнији је разлог покретања Другог крсташког рата.

## Грофови Едесе
- Балдуин I Јерусалимски (1098—1100)
- Балдуин II Јерусалимски (1100—1118)
  - Танкред Галилејски (регент) и Ричард од Салерна (гувернер)
- Жосцелин I од Куртенеа (1118—1131)
- Жосцелин II од Едесе (1131—1159)